# ¡Ay, caramba!
" ¡Ay, caramba ! " (prononcé : [ˈaj kaˈɾamba] ), est une expression formée par deux interjections espagnoles, « Ay » (indiquant la surprise ou la douleur) et « caramba » (un juron atténué pour « carajo »), une exclamation utilisée pour désigner la surprise (généralement positive).

## Dans les arts et la culture populaire
L'exclamation est devenue associée à la danseuse et chanteuse de flamenco madrilène La Caramba dans les années 1780. Sa coiffure composée de rubans aux couleurs vives est devenue connue sous le nom de caramba,.
Victor Hugo dans Après la Bataille (poème de La Légende des siècles, 1859) présente un Espagnol de l'armée en déroute / Qui se traînait sanglant sur le bord de la route. Celui-ci, en criant : « Caramba ! », tire un coup de pistolet sur (s)on père, ce héros au sourire si doux, le général Hugo. Le coup passa si près que le chapeau tomba / Et que le cheval fit un écart en arrière / « Donne lui tout de même à boire », dit mon père (à ce houssard qu'il aimait entre tous / Pour sa grande bravoure et sa haute taille).
En référence à ce poème, Hergé présente le méchant lanceur de couteaux dans l'aventure de Tintin L'Oreille cassée (1935) qui s'exclame « Caramba ! Encore raté ! »  si souvent que c'est devenu un slogan en français.
Dans le film Disney Les Trois Caballeros, Panchito Pistolas crie « Ay, Caramba » et José Carioca demande ce que cela signifie, mais Panchito ne le sait pas.
¡Caramba! (1983) est le titre d'un tableau d'Herman Braun-Vega où le peintre exprime sa surprise en se voyant entouré de tant de ses maîtres en peinture.
Le personnage Bart Simpson (à travers la voix de Nancy Cartwright ) a popularisé l'expression « ¡Ay, caramba ! » dans la série de dessins animés Les Simpsons,.

## Voir également
- D'oh!
- Facepalm
- Sacrebleu